# UDP-N,N'-diacetilbacilozaminska 2-epimeraza (hidroliza)
UDP-'-diacetilbacilozaminska 2-epimeraza (hidroliza) (EC 3.2.1.184, UDP-Bac2Ac4Ac 2-epimeraza, NeuC) je enzim sa sistematskim imenom UDP-N,N'-diacetilbacilozaminska hidrolaza (2-epimerizacija). Ovaj enzim katalizuje sledeću hemijsku reakciju
UDP-'-diacetilbacilozamin + H2O {\displaystyle \rightleftharpoons } UDP + 2,4-diacetamido-2,4,6-tridezoksi-D-manopiranoza
Za dejstvo ovog enzima je neophodan jon Mg2+.

## Literatura
- Nicholas C. Price; Lewis Stevens (1999). Fundamentals of Enzymology: The Cell and Molecular Biology of Catalytic Proteins (Third изд.). USA: Oxford University Press. ISBN 019850229X.
- Eric J. Toone (2006). Advances in Enzymology and Related Areas of Molecular Biology, Protein Evolution (Volume 75 изд.). Wiley-Interscience. ISBN 0471205036.
- Branden C; Tooze J. Introduction to Protein Structure. New York, NY: Garland Publishing. ISBN 0-8153-2305-0.
- Irwin H. Segel. Enzyme Kinetics: Behavior and Analysis of Rapid Equilibrium and Steady-State Enzyme Systems (Book 44 изд.). Wiley Classics Library. ISBN 0471303097.

## Spoljašnje veze
- UDP-N,N'-diacetylbacillosamine+2-epimerase+(hydrolysing) на 